# Успенский, Виктор Петрович
Виктор Петрович Успенский (1869—1919) — врач, депутат Государственной думы II созыва от Рязанской губернии.

## Биография
Дворянского происхождения. Родился в семье Петра Гавриловича и Александры Ивановны Успенских. Отец входил в организацию Нечаева, и в 1871 году был приговорён к 15 годам каторги за участие в убийстве студента Иванова. Его жена Александра Ивановна урождённая Засулич (1847—1924), сестра Веры Засулич, с малолетним Виктором прибыла в Иркутск вслед за мужем в сентябре 1872 года. Лишь 4 июля 1877 года родителям Виктора разрешили первое свидание. В 1879 году его отца выпустили в «вольную команду». Он жил в Каре вместе с семьей в собственном доме, имевшем несколько комнат, и зарабатывал уроками, организовав нечто вроде маленькой частной школы для детей карийских служащих. Мать Виктора работала фельдшерицей в лазарете. Однако 1 января 1881 по распоряжению министра внутренних дел М. Т. Лорис-Меликова вольная команда для политических заключённых была отменена, и П. Г. Успенский снова попал на каторгу. Там он был заподозрен в предательстве и казнён революционерами. Впоследствии избранный заключенными революционный суд, разбиравшийся в этом деле и состоявший из нескольких авторитетных каторжан (И. Н. Мышкин, С. Ф. Ковалик, А. И. Зунделевич), пришёл к заключению о невиновности П. Г. Успенского.
После гибели мужа, в 1882, Александра Ивановна вместе с сыном выехала в Москву. В 1885 году отбыла двухмесячное заключение за хранение нелегальной литературы, в 1889 была выслана в Тверь за агитацию рабочих, в Твери она провела 3 года. Виктор проходил обучение в 3-й московской и петербургской Введенской гимназиях. В 1896 году окончил медицинский факультет Московского университета. После этого он работал врачом в Воронежской и Харьковской губерниях. Был заведующим медико-санитарным бюро при Рязанской губернской земской управе. Лектор публичных чтений. Принял участие в организации детских столовых и продовольственной помощи.
6 февраля 1907 избран в Государственную думу II созыва от общего состава выборщиков Рязанского губернского избирательного собрания. Вошёл в состав группы Социалистов-революционеров. Избран товарищем секретаря Думы (355 голосов). Состоял в комиссии по запросам и комиссии для подсчёта шаров при избрании товарища председателя Думы. Участвовал в прениях по аграрному вопросу.
В 1912—1917 годах служил заведующим санитарным бюро Московской городской управы. К 1917 году также являлся заведующим городским отделом регистрации раненых и больных воинов; был активным сотрудником Всероссийского Союза Городов и Пироговского общества врачей. 25 июня 1917 года по списку партии социалистов-революционеров был избран гласным Московской городской думы.
12—15 августа 1917 года принимал участие в работе Государственного совещания в Москве.
Скончался в 1919 году.
Из квартиры Успенского на Малой Бронной сделали коммунальную квартиру, в одной из комнат которой жил слесарь Юрий Гусев. Получив квартиру на окраине Москвы, он при выселении забрал с собой бесхозный шкаф из этой коммунальной квартиры, а в 1982 году, когда разбирал этот шкаф, чтобы его выкинуть, обнаружил в нем тайник, где были спрятаны некоторые документы Успенского, облигации, пистолет с патронами и газета ПСР 1918 года. Сейчас они хранятся в Государственном историческом музее.

## Адреса
- 1917 — Москва, Малая Бронная, д. 15, кв. 37[8].

## Сочинения
- Успенский В. П. Москва: краткий очерк развития и современного состояния городской врачебно-санитарной организации / Санитарно-статистическое бюро Московского городской управы. — Москва : издание Московской городской управы : Городская типография, 1911. — VI, 131 с.
- Успенский В. П. Результаты исследования фабрик и заводов г. Москвы в санитарном отношении [в 1908 г.]. — Общественный врач 1911, № 5, с. 154—155.
- Успенский В. П. Общий обзор деятельности яслей приютов в Воронежской губернии летом 1900 г. // Труды совещания при Воронежской губернской управе земских врачей,- Воронеж, 1901.- С. З-27.
- Успенский В. П. Перепись больных и призреваемых в лечебных, родовспомогательных и благотворительных учреждениях Московского городского управления 11-го декабря 1910 г. ; Сан.-стат. бюро Моск. гор. упр. — Москва : Моск. гор. управа, 1912. 125 с.
- Успенский В. П. Четырехлетний опыт подворного оспопрививания в Москве (1909—1912 гг.). Сан.-стат. бюро Моск. гор. упр. — Москва : Моск. гор. управа, 1913. 126 с.

### Рекомендуемые источники
- Успенская А. И. Воспоминания шестидесятницы // Былое. — 1922. — № 18. — С. 19-45.
- Николаев А. Б. Борьба сил революции и контрреволюции в связи с созывом Государственного совещания (апрель — август 1917 года): Диссертация…. кандидата исторических наук Л, 1989.

### Архивы
- Российский государственный исторический архив. Фонд 1278. Опись 1 (2-й созыв). Дело 450; Дело 566. Лист 8.